# فینال جام برندگان جام آسیا ۲۰۰۲
فینال جام برندگان جام آسیا ۰۲–۲۰۰۱ مسابقه فینال دوازدهمین و آخرین دوره جام برندگان جام آسیا بود که در سال ۲۰۰۲ برگزار شد و تیم الهلال عربستان به مقام قهرمانی دست یافت.

## مسابقه
| الهلال                                       | ۲–۱ (و. ا) | چونبوک هیوندای موتورز    |
| -------------------------------------------- | ---------- | ------------------------ |
| ادمیلسون دیاز دی لوسینا ۴۹' · حسین العلی '۹۸ |            | خولیو سزار جوویا ۷۳' (پ) |